# 藤原棟世
藤原 棟世（ふじわら の むねよ）は、平安時代中期の貴族。藤原南家・巨勢麻呂流、伊賀守・藤原保方の子。官位は正四位下・摂津守。

## 経歴
応和3年（963年）村上天皇の六位蔵人に補任。以後、筑前守・山城守・摂津守といった地方官を歴任した。また、円融朝で右中弁も務めている。
『枕草子』の著者・清少納言の2番目の夫。清少納言の生年は康保3年（966年）頃と推定されていることから、棟世は清少納言より20歳以上年長であったと推測される。ただし、『枕草子』には清少納言の最初の夫・橘則光がたびたび登場するのと対照的に、棟世の名は見えない。
棟世の経歴は明らかでないが、増淵勝一による以下の推定がある。
- 棟世の山城守任官時期を永観・寛和年間（983年-987年）とし、父・清原元輔の友人である棟世と清少納言の結婚を寛和2年（986年）ごろとする。長徳末から長保初頭（998年-999年）には、小馬は10歳くらいで中宮・藤原彰子に仕え、それが棟世の摂津守任官にも繋がった。
- 『後拾遺和歌集抄』の小馬命婦の注記に「前摂津守藤原棟世朝臣女、母清少納言、上東門院女房、童名狛、俗称小馬」とあるが[2]、催馬楽「山城」に「山城の狛のわたりの瓜つくり な なよや」とあることを踏まえ、「山城守」の娘の「狛」なる連想が働いて童名となった[3]。

- 長保2年（1000年）皇后・藤原定子崩御の直後、清少納言は棟世の任国であった摂津に身を寄せていた[4]。摂津守の後任は藤原説孝で、長保6年（1004年）2月にその在任が確認できることから[5]、棟世の没年を長保3年（1001年）の夏頃と推定する[6]。

## 官歴
- 応和3年（963年） 2月2日：再補六位蔵人、見木工権助[7]。日付不詳：去蔵人?[8]
- 貞元2年（977年） 日付不詳：見右中弁[9]
- 時期不詳：正四位下。筑前守。山城守[10]
- 長保元年（999年）7月3日：見摂津守[11]

## 系譜
注記のないものは『尊卑分脈』による。
- 父：藤原保方
- 母：船木氏
- 妻：清少納言（清原元輔の娘）[2]
  - 女子：上東門院小馬命婦
- 生母不明の子女
  - 男子：藤原重通